# Câm
Câm là hiện tượng không có khả năng nói, có thể do bẩm sinh hoặc do các rối loạn chức năng bên trong cơ thể, ảnh hưởng đến việc phát âm. Câm xảy ra ở cả người và động vật.
Câm thường hiểu là khả năng nói bị mất, được nhận biết bởi người thân trong gia đình, người chăm sóc, giáo viên, bác sĩ hoặc các chuyên gia về bệnh lý ngôn ngữ nói. Tình trạng này không nhất thiết phải là vĩnh viễn, vì câm có thể do nhiều nguyên nhân khác nhau như thương tích, bệnh tật, tác dụng phụ của thuốc, chấn thương tâm lý, vấn đề phát triển hoặc các vấn đề về hệ thần kinh. Đôi khi, người có thể mất khả năng nói mà trước đó có thể nói bình thường (chứng mất ngôn ngữ) do tai nạn, bệnh tật hoặc các vấn đề sau phẫu thuật; tuy hiếm khi nguyên nhân là tâm lý.
Cách điều trị hoặc quản lý cũng khác nhau tùy theo nguyên nhân, được xác định sau khi kiểm tra về khả năng nói. Trong một số trường hợp, liệu pháp có thể khôi phục lại khả năng nói. Nếu không, có nhiều thiết bị giao tiếp hỗ trợ và bổ sung có sẵn để hỗ trợ người câm.

## Nguyên nhân
Những người bị câm có thể do gặp vấn đề ở các bộ phận như thực quản, dây thanh quản, phổi, miệng, hay lưỡi.